# The Evens
The Evens – amerykański duet indierockowy, założony jesienią 2001 przez Iana MacKaye z Fugazi i Amy Farinę z The Warmers, nagrywający dla wytwórni Dischord Records. Do napisanego dla telewizyjnego, dziecięcego show Pancake Mountain utworu The Evens Vowel Movement nagrano pod koniec 2003 pierwszy i jak dotychczas jedyny teledysk z udziałem Iana MacKaye.

## Dyskografia
- The Evens (2005)
- Get Evens (2006)
- The Odds (2012)